# Cenate Sotto
Cenate Sotto ist eine italienische Gemeinde (comune) mit 3904 Einwohnern (Stand 31. Dezember 2023) in der Provinz Bergamo, Region Lombardei. 

## Geographie
Cenate Sotto befindet sich zwölf km östlich der Provinzhauptstadt Bergamo und 60 km nordöstlich der Metropole Mailand. 
Die Nachbargemeinden sind Cenate Sopra, San Paolo d’Argon, Scanzorosciate,  Torre de’ Roveri und Trescore Balneario.

## Söhne und Töchter
- Giacomo Testa (1909–1962), Erzbischof, Präsident der Päpstlichen Diplomatenakademie